# ザ・ドリフターズのカモだ!!御用だ!!
『ザ・ドリフターズのカモだ!!御用だ!!』（ザ・ドリフターズのカモだ!!ごようだ!!）は、1975年8月2日に松竹系で公開された日本映画。カラー・シネマスコープ・91分。

## 概要
『ザ・ドリフターズの映画』第15作で、これまで撮り続けた監督の渡辺祐介が「にっぽん美女物語 女の中の女」の制作に取り掛かった為、本作から監督が瀬川昌治に代わる。本作ではいかりや長介が、後年『踊る大捜査線』で演じる「和久平八郎」を思わせる刑事役で出演する。
今回のマドンナは倍賞美津子、歌のゲストはキャンディーズ。
撮影地は横浜市。横浜ドリームランドでの張り込みシーンがある。

## あらすじ
ヒラ刑事の長吉(いかりや長介)は、ある日宝石強奪事件の捜査を担当する。しかし、チンピラのヒデオ(加藤茶)が宝石を横取りしてしまい、長吉は単独捜査を実行するものの、ヒデオは組を裏切ってしまい、姉(倍賞美津子)を楽させてやろうと宝石を独り占めしてしまう。

## スタッフ
- 製作：沢村国男、名島徹
- 脚本：加瀬高之、下飯坂菊馬、瀬川昌治
- 監督：瀬川昌治
- 音楽：青山八郎
- 撮影：丸山恵司
- 美術：梅田千代夫
- 録音：田中俊夫
- 照明：三浦礼
- スチール：小尾健彦
- 編集：太田和夫
- 助監督：増田彬

## キャスト
- 井狩長吉：いかりや長介
- 中西：仲本工事
- 志田：志村けん
- 風さん：高木ブー
- 加藤ヒデオ：加藤茶
- 唐津：伊東四朗
- 中西とみ子：悠木千帆
- 大塚：犬塚弘
- 春代：園佳也子
- 福山：豊岡豊
- 関山：谷村昌彦
- マミ：ビーバー
- 脇村：橋本功
- 郡司：人見きよし
- 花嫁：ホーン・ユキ
- 洋子：鶴間エリ
- 早苗：マリア・エリザベス
- 新郎：立原博
- 原田：楠トシエ
- 加藤きん子：倍賞美津子
- 歌手：キャンディーズ
- 郡司の配下：団巌、松尾悟、木村修、中川秀人、園田健二、沖秀一
- 刑事：高橋英三郎、椿淳司
- 来島：鍋谷孝喜
- 福山の女房：名倉美里
- ホステス：舞砂里
- 婦警：野村けい子、太田美緒、坂田多恵子
- ヤクザ・仲人：小田草之助
- 警官：渡辺紀行
- 神主：今井健太郎
- 出前持ち：羽生昭彦
- ボーイ：諏訪園親治
- 係員：篠原靖夫
- ヤクザ：北竜介、横井周三、山本明生
- 中年男：加島潤
- 巫女：藤田純子
- 花嫁：松元夕子
- テクニカルアドバイザー：トビー門口
- 振付：灰原明彦
- 擬斗：渡辺高光

## 挿入歌
『内気なあいつ』
- 作詞：千家和也 / 作編曲：穂口雄右 / 歌：キャンディーズ

## ビデオソフト化・テレビ放送

### ビデオソフト化
2000年に松竹ホームビデオから本作を収録したVHSビデオがリリースされたが、その後ビデオソフトは発売されておらず、DVD化もBD化もされていない。

### テレビ放送
- 1981年10月26日、テレビ朝日系列の『ゴールデンワイド劇場』（初回）で放送。
- 2018年1月3日、BSフジで放送。
- 2019年3月5日、BS11の『水曜シネマ・昭和喜劇シリーズ』にて、HDリマスター版がテレビ初放送。この時の予告ナレーションでは、和久平八郎のパロディー「封鎖できません!!」が入った。
- 2020年4月26日、WOWOWシネマの志村けん追悼特集の一つとして、再びHDリマスター版が再放送された。

## 同時上映
- 『男はつらいよ 寅次郎相合い傘』

## 参考資料
「キネマ旬報」1975年7月15日号
「完全ドリフ映画本」垂脇書店 1997年発行